# Ama, Shimane
Ama (japanska: 海士町?, Ama-chō) är en landskommun (köping) i Shimane prefektur i Japan.  Kommunen är en del av Okiöarna och omfattar hela ön Nakanoshima och kringliggande småöar, bland annat Omorijima och Matsushima.